# Heartbreaker (album)
A 2000-es Heartbreaker Ryan Adams debütáló nagylemeze. Az albumot 14 napon keresztül rögzítették a Nashville-i Woodland Studios-ban. 2001-ben jelölték a Shortlist Music Prize-ra.
Adams elmondása szerint az album címe egy Mariah Carey-poszterről származik.
Mark Ronson angol DJ elkészítette az Amy dal remixét 2007-es albumára. A To Be Young (Is To Be Sad, Is To Be High) dal több filmben szerepel, köztük a 2003-as Sulihuligánokban. A dal egyik változata a David Rawlings Machine A Friend of a Friend albumán is megjelent. A Come Pick Me Up, további két Adams-dallal egyetemben, hallható az Elizabethtown filmben. A dalt a Pitchfork Media a 2000-es évek 500 legjobb dala közé sorolta, a 285. helyre.
Az album szerepel az 1001 lemez, amit hallanod kell, mielőtt meghalsz című könyvben.

## Az album dalai
|     | Cím                                                   | Szerző(k)                  | Hossz |
| --- | ----------------------------------------------------- | -------------------------- | ----- |
| 1.  | (Vita David Rawlings-szal Morrissey-jel kapcsolatban) |                            | 0:37  |
| 2.  | To Be Young (Is to Be Sad, Is to Be High)             | Ryan Adams, David Rawlings | 3:04  |
| 3.  | My Winding Wheel                                      | Adams                      | 3:13  |
| 4.  | AMY                                                   | Adams                      | 3:46  |
| 5.  | Oh My Sweet Carolina                                  | Adams                      | 4:57  |
| 6.  | Bartering Lines                                       | Adams, Van Alston          | 3:59  |
| 7.  | Call Me On Your Way Back Home                         | Adams                      | 3:09  |
| 8.  | Damn, Sam (I Love a Woman That Rains)                 | Adams                      | 2:08  |
| 9.  | Come Pick Me Up                                       | Adams, Alston              | 5:18  |
| 10. | To Be the One                                         | Adams                      | 3:01  |
| 11. | Why Do They Leave?                                    | Adams                      | 3:38  |
| 12. | Shakedown on 9th Street                               | Adams                      | 2:53  |
| 13. | Don't Ask for the Water                               | Adams                      | 2:56  |
| 14. | In My Time of Need                                    | Adams                      | 5:39  |
| 15. | Sweet Lil Gal (23rd/1st)                              | Adams                      | 3:39  |

## Közreműködők

### Zenészek
- Ryan Adams – ének, akusztikus és elektromos gitár, szájharmonika, zongora, bendzsó
- Ethan Johns – dob, basszusgitár, glockenspiel, B-3, Chamberlain, vibrafon
- David Rawlings – háttérvokál, akusztikus és elektromos gitár, bendzsó, csörgődob
- Gillian Welch – háttérvokál, akusztikus gitár, basszusgitár, bendzsó
- Pat Sansone – zongora (4, 9, 11), Chamberlain és orgona (6), háttérvokál (2)
- Emmylou Harris – háttérvokál (5)
- Kim Richey – háttérvokál (9)
- Allison Pierce – háttérvokál (11)

### Produkció
- Ethan Johns – producer, hangmérnök, keverés
- Patrick Himes – hangmérnökasszisztens
- Doug Sax – mastering
- David McClister – fényképek
- Gina Binkley – design

## Fordítás
Ez a szócikk részben vagy egészben a Heartbreaker (Ryan Adams album) című angol Wikipédia-szócikk ezen változatának fordításán alapul.  Az eredeti cikk szerkesztőit annak laptörténete sorolja fel. Ez a jelzés csupán a megfogalmazás eredetét és a szerzői jogokat jelzi, nem szolgál a cikkben szereplő információk forrásmegjelöléseként.